# Vliet (Oudewater)
Vliet is een buurtschap behorende tot de gemeente Oudewater in de provincie Utrecht. Het ligt aan de Hollandsche IJssel ten oosten van het Zuid-Hollandse Haastrecht en ten westen van Oudewater aan de N228 richting Rozendaal.
Voor 1812 was Vliet een zelfstandige heerlijkheid, in dat jaar werd het bij de gemeente Polsbroek gevoegd (provincie Utrecht), samen met nog een aantal andere dorpen (Cabauw, Vlist, Zevender, Hoenkoop en Polsbroek zelf). Op 19 september 1814 komen een aantal van deze dorpen, waaronder Vliet, in de provincie Zuid-Holland te liggen, waardoor de gemeente Polsbroek in twee provincies tegelijk ligt. Op 1 april 1817 werd Vliet een zelfstandige gemeente. In 1846 werd deze alsnog opgeheven en bij Haastrecht gevoegd. In 1970 wordt Vliet door Haastrecht afgestaan aan de gemeente Oudewater. Hierdoor komt Vliet weer in de provincie Utrecht te liggen.
In Vliet bevindt zich de ruïne van het Huis te Vliet.
Stad: Oudewater       Dorpen: Hekendorp · Papekop

Buurtschappen: Diemerbroek · Goejanverwelle · Hoenkoop · Lange Linschoten · Ruigeweide · Snelrewaard · Tappersheul · Vliet · Willeskop

Utrecht · Plaatsen in de provincie      Nederland · Provincies · Gemeenten